# Яскулово
Яскулово (пол. Jaskółowo) — село в Польщі, у гміні Насельськ Новодворського повіту Мазовецького воєводства.
Населення — 173 особи (2011).
У 1975—1998 роках село належало до Цехановського воєводства.

## Демографія
Демографічна структура станом на 31 березня 2011 року:
|          | Загалом | Допрацездатний вік | Працездатний вік | Постпрацездатний вік |
| -------- | ------- | ------------------ | ---------------- | -------------------- |
| Чоловіки | 93      | 17                 | 60               | 16                   |
| Жінки    | 80      | 12                 | 45               | 23                   |
| Разом    | 173     | 29                 | 105              | 39                   |